# André Hazes
Andreas Gerardus Hazes, meglio noto come André Hazes (sr.) o anche come Dré Hazes (sr.) (Amsterdam, 30 giugno 1951 – Woerden, 23 settembre 2004), è stato un cantautore olandese, dedito principalmente ai genere noti come levenslied  (letteralmente: "canzone sulla vita") e nederpop in auge soprattutto nel corso degli anni ottanta.
In carriera, pubblicò una trentina di album (a cui vanno aggiunte le varie raccolte postume) e 65 singoli.
Tra i suoi brani di maggiore successo, figurano 'n vriend, Zeg maar niets meer, Diep in mijn hart, Een beetje veerliefd, Gelooft in mij, We houden van Oranje, Heb u lief mijn Nederland, ecc.
Era il padre dei cantanti André Hazes Jr. e Roxeanne Hazes.

## Biografia

### Infanzia
Anderas Gerardus Hazes nasce nella "Wilhelmina Gasthuis" di Amsterdam il 30 giugno 1951, quarto dei sei figli di Franciscus Johannes Hazes e di Johanna Wilhelmina Botschuijver.
Di estrazione non abbiente (il padre, che sognava una carriera artistica, si guadagna da vivere facendo prima e poi il cameriere), cresce assieme ai genitori e ai quattro fratelli (Joop, Robbie, Arie e Theo) e ad una sorella (Will) in una piccola casa al nr. 67 della Gerard Doustraat, nel quartiere popolare di De Pijp, nella periferia meridionale della capitale olandese e la sua infanzia non è semplice, essendo caratterizzata dai problemi economici della famiglia.

#### Bambino prodigio
A otto anni, dopo aver assistito assieme a degli amici ad un concerto di B.B. King e Muddy Waters, scopre la propria passione per il blues e per il rock and roll.
Talento precoce (ma non è precoce solo nel talento: già a 7 anni, infatti, fuma la prima sigaretta), sempre all'età 8 anni inizia anche ad esibirsi in pubblico - come fanno tanti giovani - in occasione dell'Albert Cuypmarkt, il mercatino giornaliero dell'Albert Cuypstraat, nel quartiere di De Pijp, con il semplice scopo di guadagnare i soldi necessari per fare un regalo alla madre.
Lì, il giorno della Festa della Liberazione del 1959, viene scoperto dall'attore Johnny Kraaijkamp Sr. (1925-2011), uno dei componenti del duo Johnny & Rijk.
Kraaijkamp pensa di far diventare il piccolo Hazes una stella e - dopo l'iniziale parere contrario del padre di quest'ultimo, che preferibbe promuovere quella del figlio più grande, Joop. - ottiene il consenso di portarlo in televisione nel suo programma De Eerste Weekendshow
Nel corso dello spettacolo, Hazes esegue insieme allo stesso Kraaijkamp il brano Piove.
Alla notorietà televisiva fa seguito anche l'incisione di due singoli, Droomschip e Guanita, che però non ottengono un grande successo.

### Dagli anni sessanta alla prima metà degli anni settanta
Accantonato momentaneamente il sogno di una precoce carriera artistica, il giovane Hazes deve così rimboccarsi le maniche e già a 14 anni inizia a lavorare come operaio nella fabbrica "Draka", ad Amsterdam-Noord, mentre nel 1968 rimane per molti mesi lontano da casa, lavorando a Rotterdam come marinaio presso l'armatore Van Ommeren (ignaro del fatto che, nel frattempo, i suoi genitori si erano separati).
In quel periodo, si cimenta inoltre in numerosi altri mestieri, tra cui quello di venditore al mercato, quello di cameriere, di spazzacamino, di legatore di libri, disc-jockey, ecc..
Nel frattempo, il 5 aprile 1974, si sposa con Catharina Elisabeth Antje "Annie" Dijkstra, che ha un paio d'anni in più di lui e che gli darà una figlia, Nathalie.
Con la famiglia vive in un caravan nel camping di Vinkeveen.

### La seconda metà degli anni settanta: l'inizio della carriera professionale
Nella seconda metà degli anni settanta, inizia ad esibirsi nel Café "De Krommert" di Klaas Veen.
Inizia la propria carriera professionale nel 1976, mettendo in musica un testo a tema natalizio scritto dal nipote Tonny Leroy e intitolato Eenzame Kerst (letteralmente: "Un Natale in/di solitudine").
Il disco, inizialmente destinato al cantante Willy Alberti, ma poi invece inciso dallo stesso Hazes, vende 70 000 copie nel giro di tre settimane nel dicembre di quell'anno.
L'anno successivo pubblica anche il primo album, Zo is het leven ("Così è la vita"), con testi scritti, tra gli altri, da Herman Pieter de Boer..
Nel 1979, incontra casualmente Cees Baas, il manager della casa discografica EMI, con la quale sottoscrive un contratto discografico.
Nello stesso anno pubblica in collaborazione con il produttore ed ex-componente di un gruppo rock Tim Griek il singolo Een vriend ("Un amico"), che segnerà l'inizio del suo periodo di massimo successo, che durerà per 12 anni.
Sempre nel 1979, pubblica anche i singoli Mamma e De Vlieger, che entrano nei primi posti della classifica, rispettivamente nei mesi di aprile e di ottobre. Altri brani di successo di questo periodo sono Zeg maar niets meer en Diep in mijn hart.
Pensa anche di incidere un disco natalizio, segnatamente una versione in lingua olandese del "classico" The Little Drummer Boy, ma rinuncia in quanto la sua interpretazione, vista la sua stazza di uomo di 130 chili, sarebbe sembrata poco consona.
La fine degli anni settanta portano anche ad un cambiamento nella vita privata di Hazes: l'11 luglio 1979, infatti, divorzia dalla moglie Annie.

### Gli anni ottanta: il successo

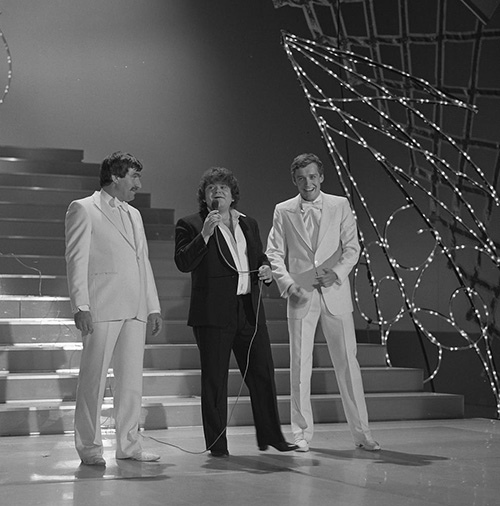
André Hazes nel 1981, durante una puntata del programma televisivo Showbizzquiz

Gli anni ottanta rappresentano il periodo di maggiore successo per André Hazes: in quegli anni pubblica infatti una dozzina di album e 20 singoli, che compaiono puntualmente nelle prime posizioni della classifica.
Con il singolo 'n beetje verliefd ("Un po' innamorato"), scritto dai componenti della band di Leida Catapult, raggiunge nel 1981 il terzo posto della classifica, rimanendo per 13 settimane nella Top 40 dei dischi più venduti.
Pubblica quindi, tra il 1981 e il 1982, l'album Gewoon André, che raggiunge il primo posto della classica Album Top 100, vendendo 500 000 copie.
Nel frattempo (il 24 marzo 1981), si sposa con Eleonora Josepha Gerarda "Ellen" Wolf: dal matrimonio nascerà nel gennaio 1982 un bambino di nome Melvin. Il cantante darà il nome del figlio alla casa discografica di cui diventa impresario, la Melvin Produkties MV.. Tuttavia, il figlio non resterà mai in buoni rapporti con il padre, tanto da rinunciare al cognome Hazes, cognome che riprenderà solo nel 2003..
Nel 1984, partecipa anche alla serie televisiva Zoals u wens, mevrouw ("Come desidera, signora"), dove interpreta il ruolo di André de Luimer, mentre nel 1985 conduce il programma televisivo Een avond met André Hazes (ovvero "Una serata con André Hazes").
Pubblica quindi gli album Jij en ik (1984), Alleen met jou (1985), Innamorato (1986) e Jij bent alles (1987).

#### La scomparsa del produttore Tim Griek e "Wij houden van Oranje"
La fine degli anni ottanta è segnata anche da una tragedia, la scomparsa, il 13 febbraio 1988 dell'amico e produttore di Hazes Tim Griek in un incidente stradale. Di Griek Hazes dirà: Insieme facevamo tutto, tranne andare a letto. Lui inventò il suono di Hazes. Per questo merita sicuramente un monumento.
All'amico scomparso dedica quindi l'album Liefde leven geven,  pubblicato in quello stesso anno in collaborazione con i produttori John van de Ven e Jacques Vervurgt.
Sempre nel 1988, incide il brano Wij houden van Oranje ("Amiamo gli Orange"), dedicato alla vittoria della nazionale olandese nel campionato europeo.
L'anno successivo, Hazes realizza un sogno cullato da dieci anni, la pubblicazione di un disco blues.

### Gli anni novanta: il terzo matrimonio e un documentario sulla vita del cantante
Gli inizi degli anni novanta portano soprattutto delle novità nell'ambito della vita privata di André Hazes: il 18 settembre 1991 si separa dalla seconda moglie, Ellen Wolf, e il 14 ottobre si risposa con Rachel van Galen, l'ex-baby sitter del figlio Melvin, nonché - come i genitori - grande fan del cantante, di diciannove anni più giovane. I due vanno ad abitare in una villa presso i Vinkeveense Plassen.
Dal matrimonio con la Van Galen nasceranno due figli, Roxeanne (1993) e André Jr. (1994), che più tardi seguiranno le orme del padre.
Nel 1992, incide Samen kunnen we Europa aan, un disco dedicato alla nazionale olandese impegnata in Svezia nel campionato europeo. Nello stesso anno pubblica anche un album natalizio dal titolo Keerstfeest voor ons.
Nel 1994, in occasione dei mondiali di calcio statunitensi, incide insieme alla nazionale olandese di calcio l'album Good Luck Orange. Nello stesso anno, pubblica la raccolta Al 15 jaar gewoon André, che contiene i suoi principali successi.
Pubblica in seguito gli album Onder de mensen (1995), Zonder Zorgen (1996), Mijn gevoel? (1997) e Gewoon voor jou? (1998).
Nel 1999 esce un documentario sulla sua vita intitolato Zij gelooft in mij e diretto dal regista John Appel.
La fine degli anni novanta segna però anche l'inizio di problemi di salute: Hazes è sovrappeso e comincia a soffrire di problemi al cuore. Nel 1998 è costretto, tra l'altro, a rinviare l'uscita del suo nuovo album a causa di un incidente che gli procura la frattura di una gamba.

### Gli inizi del XXI secolo: gli ultimi anni di vita

#### "André Hazes 50" e "Live in de Amsterdam ArenA"
Nel 2001, in occasione del suo cinquantesimo compleanno, pubblica la raccolta André Hazes 50, che contiene dei brani tratti da tutti i 21 album pubblicati dal cantante su etichetta EMI.
La sua festa di compleanno, che si tiene presso il locale "Paradiso" di Amsterdam nella notte tra venerdì 29 giugno e sabato 30 giugno 2001, è seguita in diretta radiofonica dall'emittente Radio 538.
Un'altra importante ricorrenza è quella che cade nel 2003, quando Hazes festeggia le proprie "nozze d'argento" come interprete, ricorrenza che viene celebrata con un concerto all'Amsterdam ArenA, ripreso poi anche nel CD e DVD Live in de Amsterdam ArenA.
Il CD + DVD viene premiato nel febbraio del 2004 con un disco d'oro e un disco di platino.

#### Guai giudiziari e problemi di salute
Sempre nel 2004, Hazes balza agli "onori" della cronaca per essere stato condannato al pagamento di 750 euro per aver malmenato e insultato durante un viaggio aereo con la KLM una passeggera norvegese, rea di aver colpito suo figlio con un giornale. Il cantante, rifiutatosi di pagare la somma, è costretto a trascorrere due settimane in carcere, prima di poter ricorrere in cassazione.
Nello stesso anno, Hazes annuncia di avere problemi di udito e di dover, per questo motivo, cancellare i propri concerti.

#### La prematura scomparsa

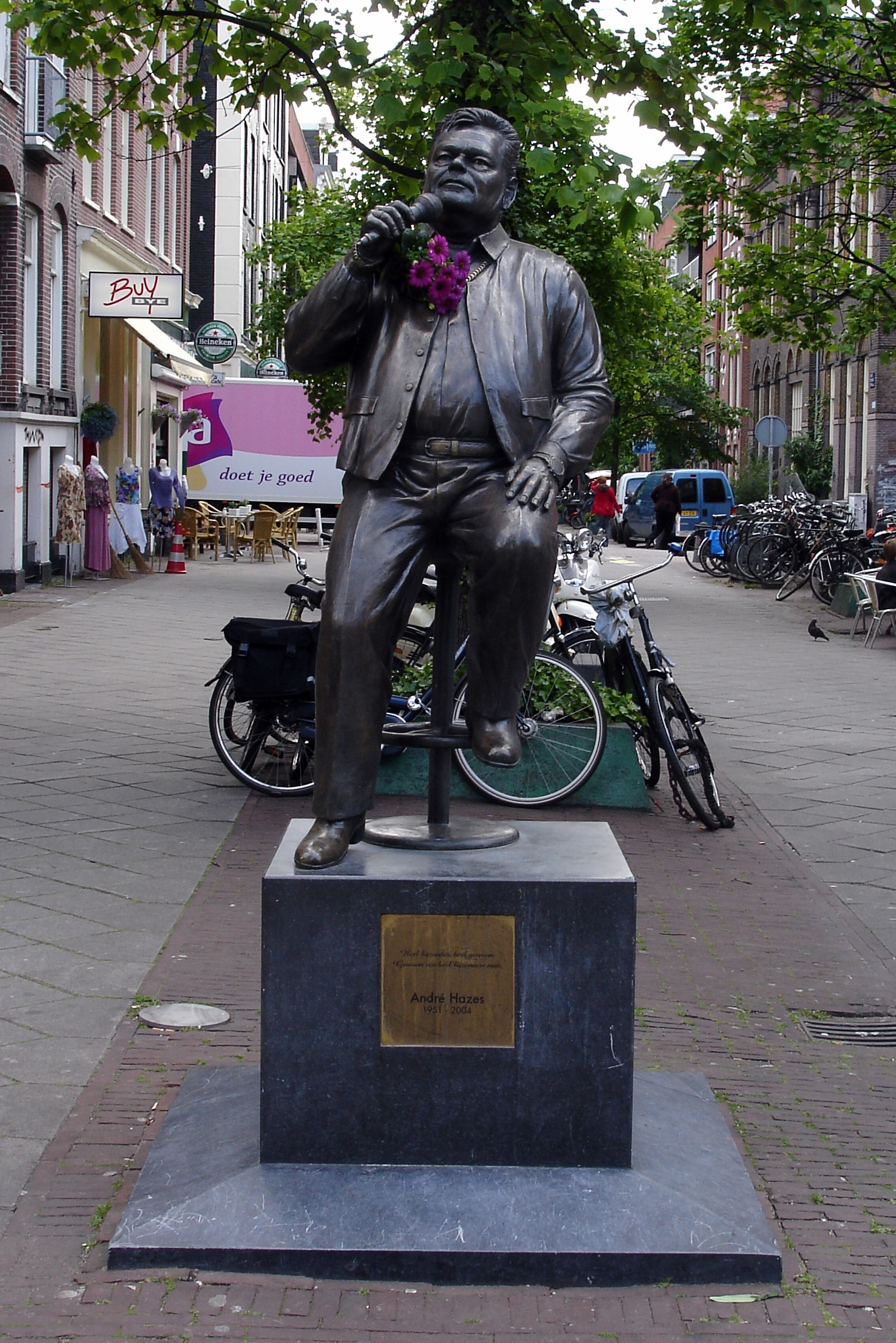
Monumento ad André Hazes nel quartiere di De Pijp, ad Amsterdam

Il 22 settembre 2004, il cantante viene ricoverato d'urgenza in un ospedale di Woerden per una forte tosse causata da un'infezione polmonare.
André Hazes muore alle 9.30 del mattino seguente  per un arresto cardiaco, a soli 53 anni.
La sua morte viene recepita nei Paesi Bassi come un lutto nazionale e tutti i palinsesti televisivi sono stravolti.
In suo onore, il 27 settembre 2004, si svolge una cerimonia funebre all'Amsterdam ArenA, alla presenza di 50.000 fan. La cerimonia viene anche seguita da milioni di persone in diretta TV.
Il giorno successivo, alle ore 12.00, viene mandata in onda da tutte le radio olandesi la canzone di Hazes Zij gelooft in mij.
Un anno dopo la sua morte, il 23 settembre 2005, le sue ceneri vengono disperse in aria.
Nello stesso giorno è eretta in suo onore una statua nel quartiere di De Pijp ad Amsterdam.

## Omaggi postumi
Nel 2009 è stato emesso in memoria di André Hazes un book con 9 francobolli del valore di 0,44 euro ciascuno.
Inoltre, Rachel Hazes, vedova del cantante, ha raggiunto un accordo con la Lemming Film per l'uscita, prevista per il 2014, di un film sulla vita del marito.

## Discografia

### Album

#### Album studio[3][4][5][6][7]
- "Zo is het leven" (1977)
- " 'n Vriend" (1980)
- "Gewoon André" (1981) (#1)
- "Eenzame kerst" (1981)
- "Met liefde" (1982) (#2)
- "Voor jou" (1983)
- "Jij en ik" (1984)
- "Alleen met jou" (1985)
- "Innamorato" (1986)
- "Jij bent alles" (1987)
- "Liefde leven geven" (1988)
- "Dit is wat ik wil" (1989)
- "Kleine jongen" (1990)
- "Samen" (1991)
- "Kerstfeest voor ons" (1992)
- "Met heel mijn hart" (1993)
- "Good luck Oranje" (con la partecipazione della nazionale di calcio olandese, 1994)
- "Voor mijn vrienden" (1995)
- "Onder de mensen" (1995)
- "Zonder zorgen" (1996)
- "Mijn gevoel" (1997)
- "Gewoon voor jou" (1998)
- "Want ik hou van jou" (2000) (#3)
- "Nu" (2001) (#2)
- "Strijdlustig" (2002) (#1)

#### Album Live[3][4][6][7]
- "Live concert" (1983)
- "Concertgebouw 1991 (Live)" (1992)
- "Live in de Amsterdam Arena" (CD + DVD2003)

#### Raccolte[3][4][6][7][24]
- "De allerbeste van" (1987)
- "Al 15 jaar gewoon André" (1994)
- "25 Jaar - Het allerbeste van" (2003) (#1)
- "Het complete hitoverzicht" (raccolta postuma, 2005) (#3)
- "De Hazes 100" (raccolta postuma in 5 CD, 2006)
- "4CD Box" (raccolta postuma, 2006)
- "4CD Box, vol. 2" (raccolta postuma, 2006)
- "Samen met Dré" (raccolta postuma, 2007)
- "Samen met Dré Live in concert" (raccolta postuma di live, con la partecipazione di vari artisti, 2008)
- "Het complete hitoverzicht - deel 2" (raccolta postuma, 2009)
- "Live box 1982 & 2002" (raccolta postuma, 2009) (#2)
- "André Hazes 60 jaar" (raccolta postuma, 2011) (#2)
- "Alle 40 Goed" (2011)
- "Best of" (2012)

### Singoli[6][25]
- "Droomschip" (1959)
- "Guanita" (1959)
- "Eenzame kerst" (1976) (#1)
- "Mamma" (1977)
- "De vlieger" (1977)
- 'n Vriend" (1980)
- "Het is koud zonder jou" (1980)
- "Wat is dan liefde" (1981)
- "Een beetje verliefd" (1981) (#2)
- "De vlieger" (1981)
- "Zeg maar niets meer" (1982) (#5)
- "Diep in mijn hart" (1982)
- "Amor, amor, amor" (1982)
- "Met kerst ben ik alleen" (1982) (#3)
- "Zo heb ik het nooit bedoeld" (1983) (#6)
- "Zondag" (1983)
- "Geef mij je angst" (1984)
- "Kom terug" (1984)
- "Donker om je heen" (1984)
- "Ik meen 't" (1985) (#1)
- "Buona sera-Oh Marie / Twee weken" (1985) (#8)
- "Al jouw woorden zijn teveel" (1985) (#6)
- "Morgen ben ik thuis" (1985)
- "Piove" (1986)
- "Jij bent alles" (1986) (#7)
- "Een keer in mijn leven" (1987)
- " 't is voorbij" (1987)
- "De glimlach van een kind" (1987)
- "Blijf maar hier" (1988)
- "Wij houden van Oranje" (con la nazionale di calcio olandese, 1988) (#1)
- "Als je alles weet" (1988)
- "Ik ben een gokker" (1989)
- "Jammer!" (1989)
- "Oranje bovenaan" (1990) (#7)
- "Kleine jongen" (1990) (#7)
- "Ik blijf bij jou" (1990)
- "Ik kan je niet vergeten" (1991)
- "Zomer" (1991) (#5)
- "Leef nu maar je eigen leven" (1991)
- "t Rode licht" (1991)
- "Samen kunnen we Europa aan" (1992)
- "De vlieger" (1992)
- "Ik steek voor ons de kaarsen aan" (1992)
- "Droomland" (1993)
- "Uit m'n bol" (1993)
- "Ik dacht dat het uit was / Ik leef m'n eigen leven" (1994)
- "Ik heb u lief mijn Nederland" (1994)
- "Zonder jou" (1994)
- "Leef je uit" (1994)
- "Terug in de tijd" (1995)
- "Leven op het plein" (1995)
- "Manke Nelis medley" (1995)
- "Nu jij hier niet meer bent" (1996)
- "Wees zuinig op m'n meissie" (1996)
- "Lach toch nog een keer naar mij" (1997)
- "Jij bent het leven voor mij" (con Willy Alberti, 1997)
- "Laat de zon maar schijnen" (1997)
- "Vaarwel" (1997)
- "Nederland oranjeland" (1998)
- "Heel zijn leven is een spel" (1998)
- "Zij gelooft in mij" (2000)
- "Eenzaam zonder jou / Wij houden van Oranje 2000" (2000)
- "Poei poei" (2001)
- "Bloed, zweet en tranen" (2002)
- "You've Lost That Lovin' Feelin' " (con Johnny Logan, 2002)
- "Zij gelooft in mij" (riedizione postuma, 2004) (#1)
- "Met kerst ben ik alleen / Eenzame kerst" (postumo, 2004) (#5)
- "Vaag en stil" (postumo, 2005) (#2)
- "Wij houden van Oranje (2006)" (postumo, con Ali B, 2006) (#2)
- "Blijf bij mij (Dit zijn voor mij de allermooiste uren)" (postumo, con Gerard Joling, 2007) (#1)
- "Bedankt mijn vriend" (postumo, con André Hazes Jr., 2007) (#1)
- "Donker om je heen" (postumo, 2008)

## Filmografia[19]
- De bezoemvriend (1982)
- Dolly Dots  - serie TV, 1 episodio (1983) - ruolo: tassista
- Zoals u wens, mevrouw  - serie TV, 7 episodi (1984) - ruolo: André de Luimer
- Pittige tijden - serie TV, 1 episodio (1999)
- Bloed, Zweet en Tranen (2015)

## Programmi televisivi[19]
- 1985: Een avond met André Hazes
- 1998: André Hazes zingt gewoon voor jou
- 1999: André Hazes, zij gelooft in mij

## Parodie
- Imitatore "ufficiale" di André Hazes è Renée van Beeten[26]